# Eccellenza Emilia-Romagna 2001-2002
Il campionato italiano di calcio di Eccellenza regionale 2001-2002 è stato l'undicesimo organizzato in Italia. Rappresenta il sesto livello del calcio italiano.
Questo è il campionato regionale della regione Emilia-Romagna.

## Girone A

### Squadre partecipanti
| Squadra                   | Città (provincia)         |
| ------------------------- | ------------------------- |
| A.S.C. Arcetana           | Scandiano (RE)            |
| F.C. Carpi 1909           | Carpi (MO)                |
| A.C. Colorno              | Colorno (PR)              |
| Pol. Castellarano         | Castellarano (RE)         |
| A.C. Correggese           | Correggio (RE)            |
| A.C. Fiorano              | Fiorano Modenese (MO)     |
| A.C. Formigine            | Formigine (MO)            |
| Maranello Sportiva        | Maranello (MO)            |
| U.S. Pontenurese          | Pontenure (PC)            |
| U.S. Pontolliese Libertas | Ponte dell'Olio (PC)      |
| A.C. Rolo                 | Rolo (RE)                 |
| A.C. San Secondo Parmense | San Secondo Parmense (PR) |
| A.P.C. Scandiano          | Scandiano (RE)            |
| Pol. Solierese            | Soliera (MO)              |
| A.S. Terme Monticelli     | Monticelli Terme (RE)     |
| U.C. Viadana              | Viadana (MN)              |
| A.S. Virtus Pavullese     | Pavullo nel Frignano (MO) |
| A.S. Visport 2000         | Castelvetro (MO)          |

### Classifica finale
|  | Pos. | Squadra              | Pt | G  | V  | N  | P  | GF | GS | DR  |
|  | ---- | -------------------- | -- | -- | -- | -- | -- | -- | -- | --- |
|  | 1.   | Virtus Pavullese     | 73 | 34 | 22 | 7  | 5  | 52 | 24 | +28 |
|  | 2.   | Carpi                | 72 | 34 | 22 | 6  | 6  | 53 | 31 | +22 |
|  | 3.   | Rolo                 | 67 | 34 | 19 | 10 | 5  | 67 | 35 | +32 |
|  | 4.   | Pontolliese          | 56 | 34 | 16 | 8  | 10 | 47 | 39 | +8  |
|  | 5.   | Fiorano              | 55 | 34 | 15 | 10 | 9  | 45 | 31 | +14 |
|  | 6.   | Castellarano         | 47 | 34 | 10 | 17 | 7  | 50 | 43 | +7  |
|  | 7.   | San Secondo Parmense | 45 | 34 | 12 | 9  | 13 | 38 | 38 | 0   |
|  | 8.   | Visport              | 44 | 34 | 11 | 11 | 12 | 38 | 37 | +1  |
|  | 9.   | Correggese           | 44 | 34 | 10 | 14 | 10 | 31 | 30 | +1  |
|  | 10.  | Maranello Sportiva   | 43 | 34 | 9  | 16 | 9  | 40 | 42 | -2  |
|  | 11.  | A.S.C. Arcetana      | 41 | 34 | 11 | 8  | 15 | 41 | 54 | -13 |
|  | 12.  | Viadana              | 40 | 34 | 9  | 13 | 12 | 33 | 36 | -3  |
|  | 13.  | Formigine            | 39 | 34 | 9  | 12 | 13 | 38 | 40 | -2  |
|  | 14.  | Scandiano            | 37 | 34 | 8  | 13 | 13 | 40 | 45 | -5  |
|  | 15.  | Colorno              | 35 | 34 | 7  | 14 | 13 | 37 | 46 | -9  |
|  | 16.  | Solierese            | 34 | 34 | 8  | 10 | 16 | 40 | 54 | -14 |
|  | 17.  | Pontenurese          | 28 | 34 | 5  | 13 | 16 | 38 | 57 | -19 |
|  | 18.  | Terme Monticelli     | 19 | 34 | 4  | 7  | 23 | 18 | 64 | -46 |

## Girone B

### Squadre partecipanti
| Squadra                        | Città (provincia)                      |
| ------------------------------ | -------------------------------------- |
| F.C. Alfonsine                 | Alfonsine (RA)                         |
| S.P. Argentana Capca           | Argenta (FE)                           |
| Castrocaro Calcio TDS          | Castrocaro Terme e Terra del Sole (FC) |
| Cattolica                      | Cattolica (RN)                         |
| Centese                        | Cento (FE)                             |
| Cervia                         | Cervia (RA)                            |
| Cesenatico                     | Cesenatico (FC)                        |
| S.S. Crespellano               | Crespellano (BO)                       |
| Crevalcore                     | Crevalcore (BO)                        |
| A.C. Masi Torello              | Masi Torello (FE)                      |
| A.C. Matulliauto Massalombarda | Massalombarda (RA)                     |
| Molinella Calcio 1911          | Molinella (BO)                         |
| Ravenna                        | Ravenna (RA)                           |
| A.S. Real Misano               | Misano Adriatico (RN)                  |
| A.C. Romplast Voltana          | Voltana (RA)                           |
| Pol. Sanclemorciano            | Morciano (RN)                          |
| S.S. Savignanese               | Savignano sul Rubicone (FC)            |
| A.C. Sporting Forlì            | Forlì (FC)                             |
| Virtus Castelfranco            | Castelfranco Emilia (MO)               |

### Classifica finale
|  | Pos. | Squadra                   | Pt | G  | V  | N  | P  | GF | GS  | DR  |
|  | ---- | ------------------------- | -- | -- | -- | -- | -- | -- | --- | --- |
|  | 1.   | Ravenna                   | 82 | 36 | 25 | 7  | 4  | 67 | 29  | +38 |
|  | 2.   | Matulliauto Massalombarda | 68 | 36 | 19 | 11 | 6  | 52 | 28  | +24 |
|  | 3.   | Centese 1913              | 67 | 36 | 18 | 13 | 5  | 49 | 23  | +26 |
|  | 4.   | Cattolica                 | 63 | 36 | 17 | 12 | 7  | 56 | 32  | +24 |
|  | 5.   | Real Misano               | 54 | 36 | 14 | 12 | 10 | 44 | 32  | +12 |
|  | 6.   | Crevalcore                | 52 | 36 | 13 | 13 | 10 | 54 | 37  | +17 |
|  | 7.   | Virtus Castelfranco       | 51 | 36 | 13 | 12 | 11 | 45 | 43  | +2  |
|  | 8.   | Cervia                    | 49 | 36 | 11 | 16 | 9  | 37 | 36  | +1  |
|  | 9.   | Crespellano               | 48 | 36 | 11 | 15 | 10 | 51 | 41  | +10 |
|  | 10.  | Savignanese               | 46 | 36 | 13 | 7  | 16 | 40 | 50  | -10 |
|  | 11.  | Castrocaro TDS            | 44 | 36 | 11 | 11 | 14 | 41 | 37  | +4  |
|  | 12.  | Sanclemorciano            | 44 | 36 | 10 | 14 | 12 | 37 | 34  | +3  |
|  | 13.  | Argentana Capca           | 43 | 36 | 8  | 19 | 9  | 32 | 32  | 0   |
|  | 14.  | Molinella                 | 43 | 36 | 10 | 13 | 13 | 42 | 46  | -4  |
|  | 15.  | Romplast Voltana          | 42 | 36 | 11 | 9  | 16 | 37 | 46  | -9  |
|  | 16.  | Masi Torello              | 39 | 36 | 9  | 12 | 15 | 27 | 40  | -13 |
|  | 17.  | Sporting Forlì            | 33 | 36 | 6  | 15 | 15 | 26 | 35  | -9  |
|  | 18.  | Alfonsine                 | 26 | 36 | 6  | 8  | 22 | 33 | 69  | -36 |
|  | 19.  | Cesenatico                | 17 | 36 | 2  | 11 | 23 | 20 | 100 | -80 |

## Spareggio salvezza intergirone
| Squadra 1    | Risultato | Squadra 2 |
| ------------ | --------- | --------- |
| Masi Torello | 1 - 0     | Colorno   |

| ??? 2002 | Masi Torello | 1 – 0 | Colorno |  |